# 5208 Royer
Royer (asteróide 5208) é um asteróide da cintura principal, a 2,4842579 UA. Possui uma excentricidade de 0,04666 e um período orbital de 1 536,46 dias (4,21 anos).
Royer tem uma velocidade orbital média de 18,45093295 km/s e uma inclinação de 15,88236º.
Este asteróide foi descoberto em 6 de Fevereiro de 1989 por Eleanor Helin.